# Glorianes
Glorianes (in catalano Glorianes) è un comune francese di 19 abitanti situato nel dipartimento dei Pirenei Orientali nella regione dell'Occitania.

## Società

### Evoluzione demografica
Abitanti censiti